# Jewgienija Polakowa
Jewgienija Polakowa, ros. Евгения Андреевна Полякова (ur. 29 maja 1983 w Moskwie) – rosyjska lekkoatletka, sprinterka, halowa mistrzyni Europy w biegu na 60 metrów.
16 sierpnia 2016 roku MKOL opublikował raport, z którego wynika że u Czermoszanskiej, z którą Polakowa biegła w sztafecie wykryto stosowanie niedozwolonych środków (turinabol oraz stanozolol) podczas Igrzysk w Pekinie. W konsekwencji sztafecie odebrano złoty medal.

## Sukcesy
| Rok  | Zawody                                  | Miejsce    | Wynik       | Konkurencja        | Czas    |
| ---- | --------------------------------------- | ---------- | ----------- | ------------------ | ------- |
| 2007 | Halowe mistrzostwa Europy               | Birmingham |             | bieg na 60 m       | 7,18 s  |
| 2007 | Mistrzostwa świata                      | Osaka      | półfinał    | bieg na 100 m      | 11,16 s |
| 2008 | Halowe mistrzostwa świata               | Walencja   | 5           | bieg na 60 m       | 7,24 s  |
| 2008 | Letnie igrzyska olimpijskie             | Pekin      | DSQ         | sztafeta 4 x 100 m | 42,31 s |
| 2009 | Halowe mistrzostwa Europy               | Turyn      |             | bieg na 60 m       | 7,18 s  |
| 2009 | Superliga drużynowych mistrzostw Europy | Leiria     | 5           | bieg na 100 m      | 11,55 s |
| 2009 | Mistrzostwa świata                      | Berlin     | ćwierćfinał | bieg na 100 m      | 11,52 s |
| 2010 | Halowe mistrzostwa świata               | Doha       | półfinał    | bieg na 60 m       | 7,24 s  |
| 2010 | Superliga drużynowych mistrzostw Europy | Bergen     | 1           | sztafeta 4 × 100 m | 42,98 s |
| 2012 | Mistrzostwa Europy                      | Helsinki   | 4. miejsce  | sztafeta 4 × 100 m | 43.37 s |

### Rekordy życiowe
- bieg na 60 metrów (hala) – 7,09 s (2008)
- bieg na 100 metrów – 11,09 s (2007)
- bieg na 200 metrów – 23,05 s (2008)
- bieg na 200 metrów (hala) – 23,33 s (2010)